# مسیه ۷۳
مسیه ۷۳ (M۷۳، یا NGC ۶۹۹۴) چهار ستاره هستند، که از لحاظ ظاهری نزدیک هم بوده و به اشتباه فهرست مسیه فهرست شده‌اند.